# Nadeschda Wiktorowna Besfamilnaja
Nadeschda Wiktorowna Besfamilnaja (russisch Надежда Викторовна Бесфамильная, englische Transkription Nadezhda Besfamilnaya; * 27. Dezember 1950 in Moskau) ist eine ehemalige sowjetische Sprinterin.
Bei den Leichtathletik-Europameisterschaften 1971 wurde sie Vierte über 200 m und gewann in der 4-mal-100-Meter-Staffel mit der sowjetischen Mannschaft Bronze.
Im Jahr darauf schied sie bei den Olympischen Spielen 1972 in München über 200 m im Halbfinale aus und kam in der 4-mal-100-Meter-Staffel mit dem sowjetischen Team auf den fünften Platz.
Bei den Olympischen Spielen 1976 in Montreal erreichte sie über 100 m das Viertelfinale und über 200 m das Halbfinale. In der 4-mal-100-Meter-Staffel holte sie mit dem sowjetischen Quartett Bronze.
Dreimal wurde sie sowjetische Meisterin über 100 m (1971–1973) und viermal über 200 m (1969, 1971, 1972, 1975). In der Halle errang sie zweimal den nationalen Titel über 60 m (1972, 1973).

## Persönliche Bestzeiten
- 60 m (Halle): 7,1 s, 2. März 1974, Moskau
- 100 m: 11,2 s, 3. Juni 1971, Riga
- 200 m: 22,8 s, 12. August 1972, Moskau